# Red Bluff, California

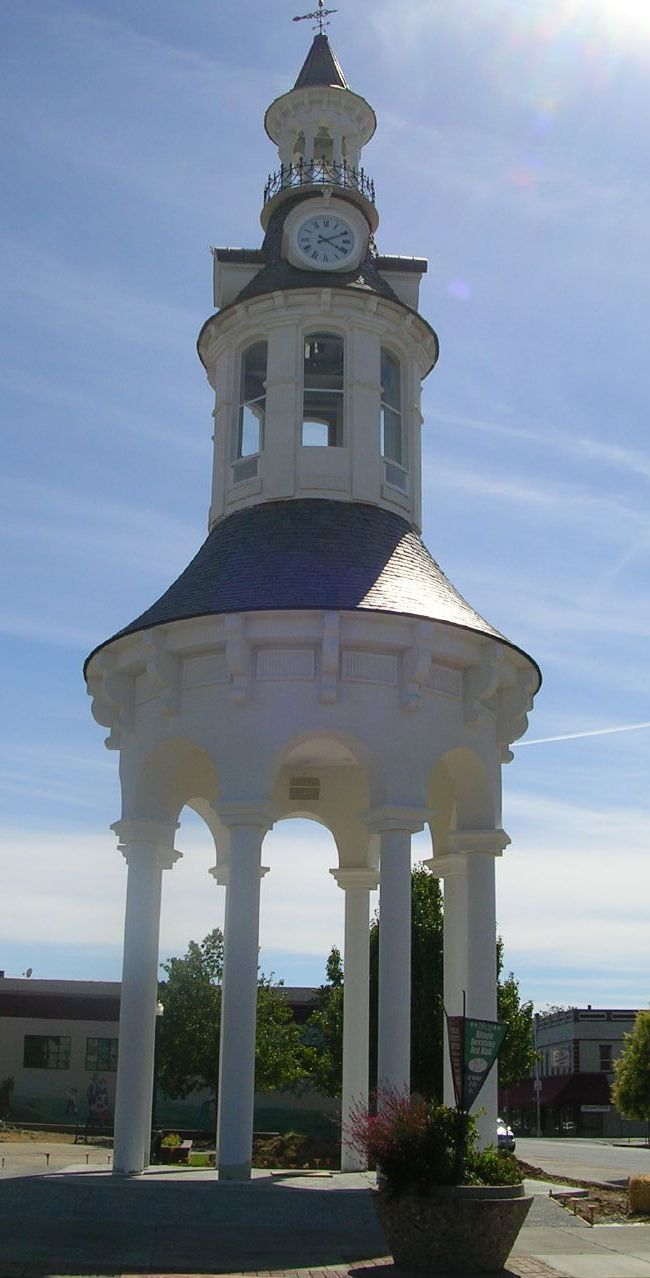
Cone & Kimball Plaza Clocktower

Red Bluff este un oraș și sediul comitatului Tehama, din statul California,  Statele Unite ale Americii.GR6  Populația a fost de 13.147 de locuitori conform Census 2000.
Red Bluff, care a fost încorporat în 1876, se găsește la circa 48 km (sau 30 de mile) sud de Redding, 64 km (sau 40 de mile) nord-vest de Chico și la 201 km (sau 125 mile) nord de Sacramento. Este cel de-al treilea oraș ca mărime a populației din Shasta Cascade.

## Istoric
Populația originară, Nomlaki, locuia pe ambele maluri ale fluviului Sacramento, la data când Red Bluff a fost construit. Majoritatea amerindienilor a decedat de o epidemie de malarie din anii timpurii 1830. La data venirii populației de origine europeană, în decursul anilor 1840, zona fusese deja ocuupată de populațiile native Yana și Wintun.

## Ziare
- Red Bluff Daily News

## Oameni notabili
- Mary Ann Day Brown, văduva aboliționistului John Brown
- Clair Engle, fost senator al Senatului Statelor Unite, cunoscut ca "The Pride of Red Bluff"
- William B. Ide, s-a alăturat revoltei Bear Flag Revolt și a devenit președintele California Republic
- Robert Shaw, dirijor coral faimos
- Michael Chiarello
- Gale Gilbert
- Bill Redell
- Chuck Cecil
- Tom Hanks, actor
- Jim Hanks
- Michael Rusch
- Jeff Serr
- Shane Drake
- Leo Gorcey
- Marv Grissom
- The Question Remains